# Complainte de Danaé
La Danaé est un chant de gaillard d'avant traitant ironiquement du thème du Plongeur noyé.

## Paroles
1.

L'était une frégate lon la,

L'était une frégate,

C'était la Danaé,

À prendre un ris dans les basses voiles,

C'était la Danaé,

À prendre un ris dans les huniers

2.

À son premier voyage

La frégate a sombré

3.

Et de tout l’équipage

Un gabier s’a sauvé

4.

Il aborde une plage,

Il savait bien nager

5.

Mais là, sur le rivage

Une belle éplorée,

6.

Bell’ comme une frégate

Française et pavoisée.

7.

« Pourquoi pleurer, la belle,

Pourquoi si tant pleurer ?

8.

– Je pleur’ mon pucelage

Dans la mer qu’est tombé !

9.

– Que donneriez-vous, belle,

À qui vous le rendrait ?

10.

– Lui en ferais l’offrande

Avec mon amitié. »

11.

À la première plonge

L’marin n’a rien trouvé

12.

À la centième plonge

Le gabier s’a noyé

13.

Car jamais pucelage

Perdu n’est retrouvé !